# Α-MORNING KYOTO
α-MORNING KYOTO（アルファ モーニング キョウト）は、1991年7月から2019年7月までα-STATIONで放送されていた番組で、α-STATION開局当時から放送されていた番組である。なお、2016年4月より金曜日はα-MORNING GOLD（アルファ モーニング ゴールド）と番組名を改題して放送していた。
2019年6月3日にDJを担当していた佐藤弘樹が病死した事をうけ、2019年7月19日の放送をもって番組終了となった。
ここでは、2013年4月1日から2015年3月31日まで放送されていたα-MORNING KYOTO ANNEX（アルファ モーニング キョウト アネックス）と、2015年4月3日から2019年7月18日まで放送されていたα-MORNING ANNEX（アルファ モーニング アネックス）も併せて扱う。

## 歴史
- 開局当初（1991年7月）から放送されている、同局きっての長寿番組の一つだった。ただし開局当初は番組ではなくゾーン名であり（詳細はエフエム京都を参照のこと）、7時になるといきなりα-LINE HEADLINE NEWSが始まることでスタートしていた。
- 開局から1992年3月までのDJは渡辺大之伸。ただし、渡辺は9時までの出演であり、9時以降はノンDJとなっていた。
- 1992年4月～1993年9月までは曜日代わりで外国人DJが担当していたことがあった。
- 1993年10月、2代目のDJとして、開局時からイングリッシュラインキャスター[注 1]を務めた佐藤弘樹が2019年5月21日まで25年8か月の長きにわたってDJを務めた[注 2]。

## 佐藤の逝去と番組の終焉
- 2019年5月22日以降は、佐藤が病気療養により休養に入ったため、月〜木は前枠のANNEXから秋田美幸が、金曜はマツモトアキノリが代演。なお、佐藤は2019年6月3日に死去[2]。同17日の放送で佐藤が死去したことが公表された[3][4]。佐藤は体調を崩したあとも、本人の「最後まで、オンエアマイクの前に居たい」という意向を汲み、休養前日まで「病状は一切公表せず」にいた。24日以降は月・火・金が秋田、水・木がマツモトがDJを務めた。
- 2019年7月8日、オンエアと公式サイトで『α-MORNING KYOTO』『α-MORNING GOLD』を2019年7月19日の放送をもって終了することが発表され、開局以来28年に亘る番組の歴史に幕を下ろすこととなった。7月22日からの月〜木は三嶋真路[注 3]による『MORNING GRID』、7月26日からの金曜日は『MORNING SPRITE』として引き続き秋田美幸が担当することとなった。併せて、『α-MORNING ANEEX』も終了し、7月22日よりノンDJプログラム『α-MEZAMMIN’ BEAT[5]』が放送されている。

## 放送時間とDJの変遷

### α-MORNING KYOTO/α-MORNING GOLD
| 期間    | 期間   | 放送時間     | 放送時間     | DJ                                                   | DJ                                                   | DJ                                                   | DJ                                                   | DJ                                                   |
| 期間    | 期間   | 月 - 木      | 金           | 月                                                   | 火                                                   | 水                                                   | 木                                                   | 金                                                   |
| ------- | ------ | ------------ | ------------ | ---------------------------------------------------- | ---------------------------------------------------- | ---------------------------------------------------- | ---------------------------------------------------- | ---------------------------------------------------- |
| 1991.7  | 1992.3 | 7:00 - 10:00 | 7:00 - 10:00 | 渡辺大之伸                                           | 渡辺大之伸                                           | 渡辺大之伸                                           | 渡辺大之伸                                           | 渡辺大之伸                                           |
| 1992.4  | 1993.3 | 5:00 - 11:00 | 5:00 - 11:00 | 渡辺大之伸（7:00 - 10:00）、ノンDJ（左記以外の時間） | 渡辺大之伸（7:00 - 10:00）、ノンDJ（左記以外の時間） | 渡辺大之伸（7:00 - 10:00）、ノンDJ（左記以外の時間） | 渡辺大之伸（7:00 - 10:00）、ノンDJ（左記以外の時間） | 渡辺大之伸（7:00 - 10:00）、ノンDJ（左記以外の時間） |
| 1993.4  | 1993.6 | 6:00 - 11:00 | 6:00 - 11:00 | 佐藤弘樹（7:00 - 10:00）、ノンDJ（左記以外の時間）   | 佐藤弘樹（7:00 - 10:00）、ノンDJ（左記以外の時間）   | 佐藤弘樹（7:00 - 10:00）、ノンDJ（左記以外の時間）   | 佐藤弘樹（7:00 - 10:00）、ノンDJ（左記以外の時間）   | 佐藤弘樹（7:00 - 10:00）、ノンDJ（左記以外の時間）   |
| 1993.7  | 1993.9 | 6:00 - 12:00 | 6:00 - 12:00 | 佐藤弘樹（7:00 - 10:00）、ノンDJ（左記以外の時間）   | 佐藤弘樹（7:00 - 10:00）、ノンDJ（左記以外の時間）   | 佐藤弘樹（7:00 - 10:00）、ノンDJ（左記以外の時間）   | 佐藤弘樹（7:00 - 10:00）、ノンDJ（左記以外の時間）   | 佐藤弘樹（7:00 - 10:00）、ノンDJ（左記以外の時間）   |
| 1993.10 | 1994.9 | 6:00 - 11:00 | 6:00 - 11:00 | 佐藤弘樹（7:00 - 10:00）、ノンDJ（左記以外の時間）   | 佐藤弘樹（7:00 - 10:00）、ノンDJ（左記以外の時間）   | 佐藤弘樹（7:00 - 10:00）、ノンDJ（左記以外の時間）   | 佐藤弘樹（7:00 - 10:00）、ノンDJ（左記以外の時間）   | 佐藤弘樹（7:00 - 10:00）、ノンDJ（左記以外の時間）   |
| 1994.10 | 1999.3 | 7:00 - 10:00 | 7:00 - 10:00 | 佐藤弘樹                                             | 佐藤弘樹                                             | 佐藤弘樹                                             | 佐藤弘樹                                             | 佐藤弘樹                                             |
| 1999.4  | 2000.3 | 6:30 - 10:00 | （放送なし） | 佐藤弘樹                                             | 佐藤弘樹                                             | 佐藤弘樹                                             | 佐藤弘樹                                             | （放送なし）                                         |
| 2000.4  | 2004.3 | 6:00 - 10:00 | （放送なし） | 佐藤弘樹                                             | 佐藤弘樹                                             | 佐藤弘樹                                             | 佐藤弘樹                                             | （放送なし）                                         |
| 2004.4  | 2009.3 | 7:00 - 10:00 | 7:00 - 10:00 | 佐藤弘樹                                             | 佐藤弘樹                                             | 佐藤弘樹                                             | 佐藤弘樹                                             | 佐藤弘樹                                             |
| 2009.4  | 2013.3 | 7:00 - 11:00 | 7:00 - 11:00 | 佐藤弘樹                                             | 佐藤弘樹                                             | 佐藤弘樹                                             | 佐藤弘樹                                             | 佐藤弘樹                                             |
| 2013.4  | 2015.3 | 7:00 - 10:00 | 7:00 - 10:00 | 佐藤弘樹                                             | 佐藤弘樹                                             | 佐藤弘樹                                             | 佐藤弘樹                                             | 佐藤弘樹                                             |
| 2015.4  | 2019.5 | 7:00 - 10:00 | 7:00 - 10:00 | 佐藤弘樹                                             | 佐藤弘樹                                             | 佐藤弘樹                                             | 佐藤弘樹                                             | 佐藤弘樹                                             |
| 2019.6  | 2019.7 | 7:00 - 10:00 | 7:00 - 10:00 | 秋田美幸                                             | 秋田美幸                                             | マツモトアキノリ                                     | マツモトアキノリ                                     | 秋田美幸                                             |

1. ↑  MOVING FRIDAY放送のため
2. ↑  ノンDJ番組MORNING BREATHの枠を吸収
3. ↑  10時台をα-MORNING KYOTO ANNEXとして分離
4. ↑  α-MORNING GOLDとして放送

### α-MORNING KYOTO ANNEX/α-MORNING ANNEX
| 期間   | 期間   | 番組名                | 放送時間      | 放送時間      | DJ       | DJ           |
| 期間   | 期間   | 番組名                | 月 - 木       | 金            | 月 - 木  | 金           |
| ------ | ------ | --------------------- | ------------- | ------------- | -------- | ------------ |
| 2013.4 | 2015.3 | α-MORNING KYOTO ANNEX | 10:00 - 11:00 | 10:00 - 11:00 | 西田育弘 | 秋田美幸     |
| 2015.4 | 2019.7 | α-MORNING ANNEX       | 6:00 - 7:00   | （放送なし）  | 秋田美幸 | （放送なし） |

## 概要
同局の平日の朝の情報番組として、ニュースや、その日のイベント情報、ワールドワイドな話題を提供している。BGMとしては、同局のコンセプトであるアダルト・コンテンポラリー・ミュージックに沿って放送しており、同局のこの番組以降に放送される、いわゆるリクエスト番組とは異なる。このアダルト・コンテンポラリー・ミュージックと異なる選曲（Smash BreakやSplash GrooveといったPowerPlayに指定されている曲等）のみをDJが曲紹介を行う。
また、DJが喋る部分が長めであるのも特徴である。
なお、当番組内のHeadline NewsとWeather Line（ANNEXの時間帯はKyoto Today）はDJによって読まれる。

## コーナー

### α-MORNING KYOTO （月～木曜）
Ruffling Paper
その日の朝刊の主要部分を解説するコーナーである。1面主要見出しから始まり、中面へと展開していく。7時台の前半に放送されていた。コーナー中のBGMは2017年10月から2018年12月まではjizueの「Sakura」を使用していた。なお、金曜日放送のα-MORNING GOLDでは、Ruffling Paper Goldとコーナー名を変更して放送していた。
What's Up With Sanga,Today
京都サンガについての情報コーナー。試合結果や練習の様子などを紹介する。月曜日の7時台後半に放送されていた。コーナー中のBGMはBrian Auger's Oblivion Express の「Freddie's Flight」を使用していた。なお、金曜日放送のα-MORNING GOLDでもこのコーナーは放送されていた。
One Point English
京都外国語大学の講師を務めているDJが、毎回英語、特に英会話におけるポイントを分かりやすく解説している。8時台中盤に放送されていた。コーナー中のBGMはKenny Barronの「My One Sin」を使用していた。なお、金曜日放送のα-MORNING GOLDでもこのコーナーは放送されていた。
Kyoto Educational Window（第2・第4水曜）
京都府の教育に対する取り組みについて、担当者をスタジオに招いて話を聞く。9時台中盤に放送されていた。コーナー中のBGMは冒頭部のみ国府弘子の「Going,Going,On」、コーナー内はNorman Brownの「Just Between Us」を使用していた。
α-float
ノンストップミュージックのコーナー。7時台後半に放送されていた。また、木曜日は9時台後半にも放送されていた。7時台後半のα-floatは月曜日は映画音楽、火曜日はロック、水曜日はポップス、木曜日はジャズとジャンルが限定されており、最初にDJが曲紹介していた。また、木曜日の9時台後半ではジャンルは特に決めずに2～3曲流れ、最後にDJが曲紹介していた。なお、金曜日放送のα-MORNING GOLDでもこのコーナーは放送されていた。

### α-MORNING GOLD （金曜）
Cinema Gold
週末公開される映画を紹介する。8時台後半に放送されていた。
Boss The Gold
京都府内で経営している中小企業の社長をスタジオに招いて話を聞く。9時台前半に放送されていた。
Kyoto Prefecture Eyes
京都府の取り組みについて、担当者をスタジオに招いて話を聞く。9時台中盤に放送されていた。
また、佐藤逝去後のGOLDは追悼企画として、リスナーの佐藤に関する思い出や番組BGMなどへのリクエスト、かつて放送された佐藤の肉声を流すなどしながら番組を展開していた。

## ANNEXシリーズ
2013年以降、α-MORNING KYOTOの前枠ないしは後枠で放送されていた派生番組である。

### α-MORNING KYOTO ANNEX
2013年4月1日から2015年3月31日まで10:00〜11:00の1時間を別のDJが担当する形で、放送していた。番組内容はα-MORNING KYOTOと同じく、アダルト・コンテンポラリー・ミュージックを中心とした音楽の間に、DJがトピックスを伝えていた。
編成上は別番組であるが、実際は同一番組のように放送されており、前番組のα-MORNING KYOTOのエンディングから音楽を流し、そのまま番組を開始していた。また、番組が正時に始まる事は殆どなく、番組開始のアナウンスがずれ込む事が多かった。ちなみに2014年5月2日の放送では、佐藤によるα-MORNING KYOTOのエンディングトークが10時10分頃に行われた後、音楽を挟み、番組開始のアナウンスが10時14分頃に行われた。

### α-MORNING ANNEX
2015年4月1日から月〜木の6:00〜7:00に放送。番組内容はα-MORNING KYOTO ANNEXと同じく、アダルト・コンテンポラリー・ミュージックを中心とした楽曲と生活必需情報、歳時記や新鮮なニュースと京都のトピックスを伝える。ただ、番組形態はかつて秋田が10年間担当していたNEO SWINGに似た作りとなっていた。
なお、金曜日は別番組を放送していたため、未放送である。